# Вредные привычки

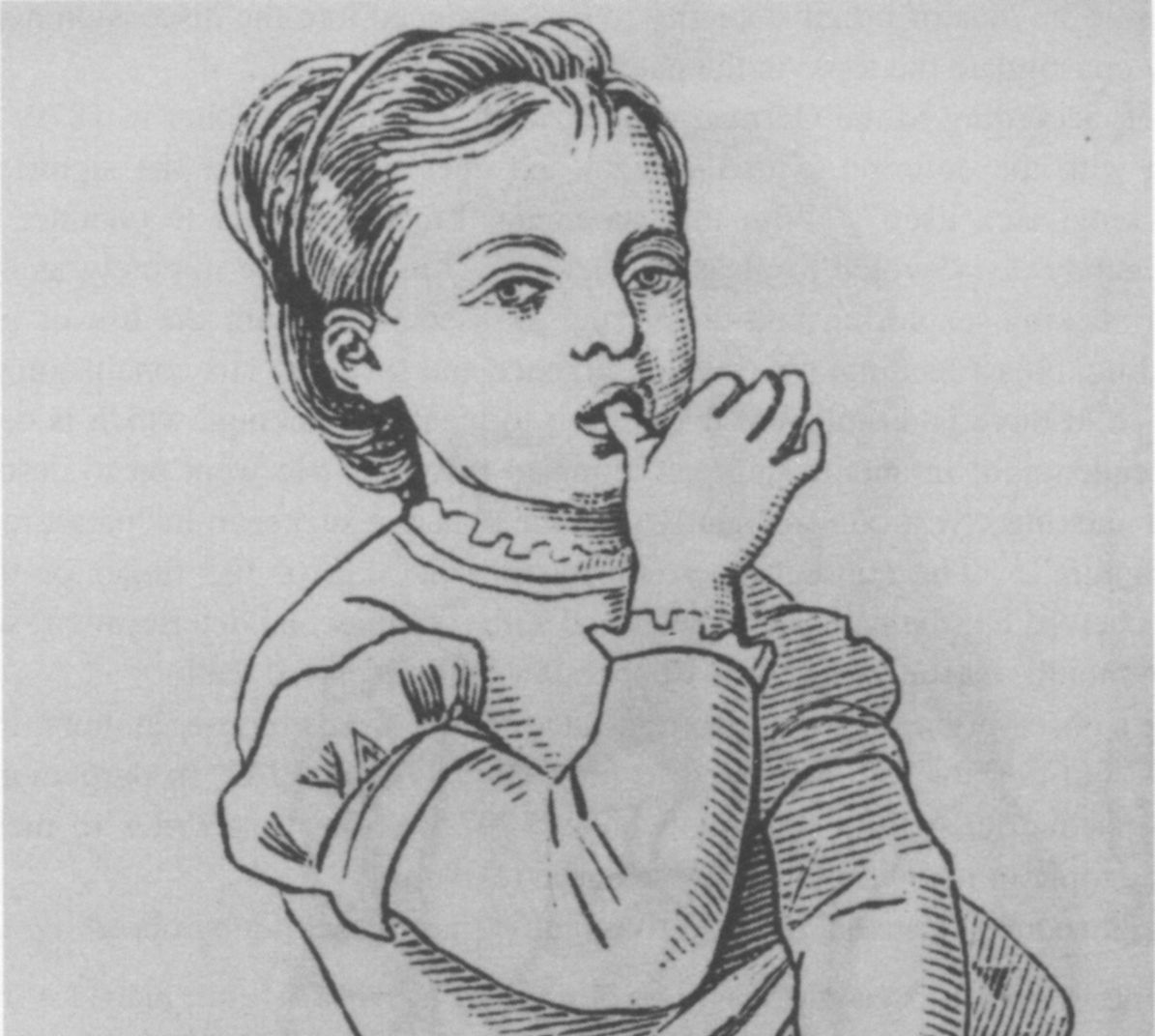
Сосание пальцев — одна из распространённых вредных привычек

Вредные привычки — социально-психологический конструкт/концепт, охватывающий целый ряд различных форм социального поведения, регулярно совершаемых человеком и приносящих ему вред; проявления психического и психологического дискомфорта индивида в результате неблагоприятного воздействия микросоциальных, социально-психологических и индивидуально-биологических факторов, мешающих успешной самореализации личности как представителя данного общества и приносящих вред здоровью человека и окружающей его среде.

## Определения
Не существует однозначной и единой трактовки понятия вредной привычки. 
Согласно ГОСТ Р 52495-2005 «Социальное обслуживание населения. Термины и определения.» вредная привычка — это 
привычка к употреблению алкоголя, наркотиков, токсических веществ, курению, использованию нецензурных выражений, отрицательно влияющая на здоровье.
Педагогический энциклопедический словарь под редакцией Б. М. Бим-Бада определяет вредные привычки как навязчивые действия, отрицательно сказывающиеся на поведении, физическом и психическом развитии ребёнка. Универсальный дополнительный практический толковый словарь Мостицкого характеризует вредную привычку как «автоматически повторяющееся» и «вредоносное» для всех действие. Голландский психолог и социолог Ягер акцентирует внимание на «позитивный результат» вредной привычки «в данный момент» и её «разрушительный эффект в долгосрочной перспективе».

## Виды вредных привычек
Нет единого перечня вредных привычек. В некоторых работах, посвящённых вредным привычкам, к ним относят табакокурение, алкоголизм и наркоманию, хотя другие исследователи считают, что это зависимости. По мнению учёной-психолога Марианны Вальверде, основное отличие вредной привычки от аддикции или психического заболевания заключается в способности силы воли человека контролировать свои действия в процессе осуществления этой привычки. Согласно исследованию голландских психологов Фаес и Верпланкена, самоконтроль вредных привычек способен снизить их разрушительный эффект, однако связь между самоконтролем и избавлением от вредной привычки слабо прослеживается и не несёт в себе функциональной зависимости. Тем самым, самоконтроль подавляет вредные привычки, но не освобождает человека от них. Так или иначе, к вредным привычкам относятся:
- Ковыряние в носу[5][10]
- Переедание[11][6][5]
- Щёлканье суставами[5]
- Привычка грызть ногти[5][10]
- Шопоголизм[5]
- Перебивание при разговоре[12]